# Satake Norihisa
Satake Norihisa (佐竹 敬久 (Tá Trúc Kính Cửu) Satake Norihisa,  sinh ngày 15 tháng 11 năm 1947) là chính trị gia người Nhật Bản. Hiện tại, ông đang giữ chức vụ làm thống đốc tỉnh Akita kể từ năm 2009.